# Serra de les Comes (Gósol)
La Serra de les Comes és una serra situada al municipi de Gósol a la comarca del Berguedà, amb una elevació màxima de 2.080 metres.